# DJV
Deutsche Journalisten-Verband o DJV (Unione tedesca dei giornalisti) è una associazione di giornalisti professionisti in Germania, con sede a Berlino. Ha circa 38.000 membri. Presidente Nazionale dal 2003 il giornalista Michael Konken, vice presidente nazionale dal 2007, Ulrike Kaiser. Dirigente esecutivo federale è il giurista Kajo Dohring. Dal 1989 al 1998 il Presidente dell'Associazione è stato Hermann Meyn.
L'associazione nazionale dei giornalisti tedeschi (Deutscher Journalisten-Verband) conferisce annualmente il prestigioso "premio internazionale per la libertà di stampa" Pressefreiheit Preis a giornalisti e operatori della carta stampata che si sono distinti con la loro attività professionale per la difesa dei valori di Libertà di parola e Libertà d'informazione nel mondo.
Il DJV è membro della Federazione internazionale dei giornalisti "International Federation of Journalist"(IFJ).

## Storia
La DJV è stata fondata a Berlino nel 1949. Il 24 novembre 1971 l'associazione ha adottato ufficialmente la Carta di Monaco di Baviera a cui si uniformano tutti gli aderenti e che elenca le funzioni, i principi e i diritti fondamentali dell'attività giornalistica. Dal 1998 a oggi la DJV ha più che raddoppiato il numero dei suoi iscritti fino ad arrivare al numero di 38.000, questo rende l'associazione nazionale più grande a livello globale. Si tratta di una delle istituzioni più antiche e importanti tra quelle facenti parte della Federazione Internazionale dei Giornalisti (IFJ), che rappresenta quasi 600.000 giornalisti in oltre 100 paesi in tutto il globo.

## Premio internazionale per la libertà di stampa
La DJV Deutsche Journalisten-Verband ogni anno assegna a Berlino il Premio Internazionale "Pressefreiheit Preis" a quei giornalisti che si sono distinti nel mondo per la loro attività professionale di indagine e reportage diretta all'avanzamento delle libertà di informazione, libertà di espressione e libertà di stampa.
La DJV nel corso della sua storia ha anche costantemente portato avanti iniziative dirette a creare opportunità di scambio tra i giornalisti di diversi paesi per mettere a confronto colleghi ed esperti appartenenti a differenti settori al fine di creare e promuovere una discussione aperta sui nuovi sviluppi nell'ambito della informazione e dei media moderni e contemporanei all'interno di circoli di esperti. A tal fine l'associazione organizza riunioni nazionali di esperti in materia di giornalismo, oltre a forum regionali, conferenze europee ed internazionali di discussione su aspetti specifici.

## DJV e Duisburger Institut
Sotto la supervisione scientifica dell'Istituto Duisburg e finanziato dalla iniziativa dei giornalisti contro il razzismo la DJV Deutsche Journalisten-Verband ha creato un "fondo per lo studio del linguaggio discriminatorio e razzista". Il progetto è stato quindi realizzato e implementato dal (DISS) Duisburger Institut für Sprach und Sozialforschung, centro per la ricerca sociolinguistica.